# Manuel del Cabral

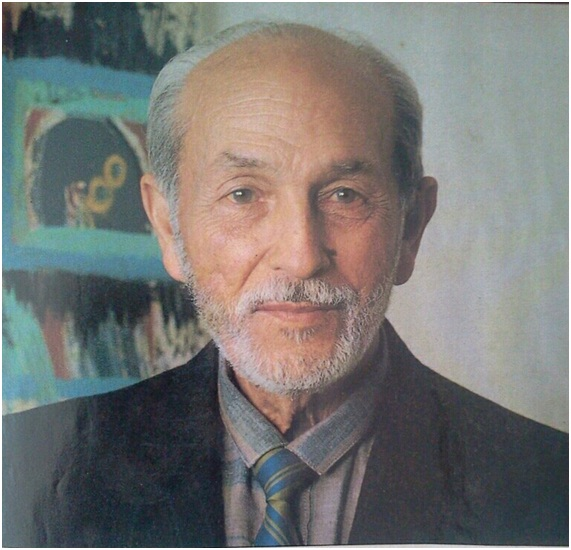
Manuel del Cabral

Manuel del Cabral (* 7. März 1907 in Santiago de los Caballeros; † 14. Mai 1999 in Santo Domingo) war ein dominikanischer Schriftsteller.

## Werdegang
Er gilt als wichtigster moderner Lyriker seines Landes und, neben dem Kubaner Nicolás Guillén, als einer der verdienstvollsten Repräsentanten der „poesía negra“, der sich unablässig für die Rechte seines Volkes eingesetzt hat. Noch als Jugendlicher hat er sich in den USA angesiedelt und lebte danach in verschiedenen Ländern als Diplomat. Durch einen mehrjährigen Aufenthalt wurde ihm Argentinien zur zweiten Heimat.
1992 wurde Cabral mit dem Premio Nacional de Literatura ausgezeichnet. Bislang wurde keines seiner Werke ins Deutsche übersetzt.

## Werke
- Chinchina busca el tiempo. Perlado, Buenos Aires 1945 (Ed. de Colores, Santo Domingo 1998, ISBN 84-89539-64-2)
- Compadre Mon. Espiral, Colombia 1948
- De este lado del mar. Impresora Dominicana, Ciudad Trujillo 1949
- Antología Tierra (1930–1949). Ediciones Cultura Hispánica, Madrid 1949
- Carta a Rubén. Madrid 1950
- Los huéspedes secretos. Madrid 1950 (Ed. Corripio, Santo Domingo 1988)
- Segunda antología tierra (1930–1951). Gráficas García, Madrid 1951
- 30 parabolas. Lucania, Buenos Aires 1956
- Antología clave (1930–1956). Losada, Buenos Aires 1957
- 14 nudos de amor. Losada, Buenos Aires 1963
- El escupido. Novela. Quintaria, Buenos Aires 1970 (Ed. de Colores, Santo Domingo 1987)
- El presidente negro. Ediciones Carlos Lohlé, Buenos Aires 1973 (Canahuate, Santo Domingo 1990)
- Poemas de amor y sexo. Ediciones de la Flor, Buenos Aires 1974
- Cuentos. Ediciones Orión, Buenos Aires 1976
- Antología tres. Editora Universitaria, Santo Domingo 1987
- Obra poetica completa, Ed. Alfa & Omega, Santo Domingo 1987
- Antologia poetica, E. Biblioteca Nacional, Buenos Aires 1998. ISBN 987-96390-4-9
- Antología de cuentos, E. Biblioteca Nacional, Buenos Aires 1998. ISBN 987-96390-5-7

Herausgeber
- 10 poetas dominicanos. Tres poetas con vida y siete desenterrados. Publicaciones América, Santo Domingo 1980 (enthält Gedichte von Gastón Deligne, Fabio Fallo, Domingo Moreno Jiménes, Otilio A. Vigil Díaz, Manuel Llanes, Andrés Avelino, Héctor Incháustegui Cabral, Tomas Hernández Franco, Franklin Mieses Burgos und Juan Sánchez Lamouth)

## Sekundärliteratur
- Wena Monica Palmer: Social consciousness and compromiso in selected writings of Manuel del Cabral. University of the West Indies, Mona, Jamaica, 1982
- Manuel Antonio Arango L.: Historia, intrahistoria y compromiso social en siete poetas hispánicos. Rubén Darío, Federico García Lorca, Nicolás Guillén, Manuel del Cabral, Palés Matos, César Vallejo y Pablo Neruda, Lang 2007, ISBN 978-0-8204-8690-1 (Verlagsseite)

| Personendaten    | Personendaten                                       |
| ---------------- | --------------------------------------------------- |
| NAME             | Cabral, Manuel del                                  |
| KURZBESCHREIBUNG | dominikanischer Schriftsteller                      |
| GEBURTSDATUM     | 7. März 1907                                        |
| GEBURTSORT       | Santiago de los Caballeros, Dominikanische Republik |
| STERBEDATUM      | 14. Mai 1999                                        |
| STERBEORT        | Santo Domingo, Dominikanische Republik              |